# Паметник на Пейо Яворов (Борисова градина)
Паметникът на Пейо Яворов е бюст на българския поет и революционер от Вътрешната македоно-одринска революционна организация Пейо Яворов, разположен в Борисовата градина в град София, България. Паметникът е създаден през 1928 година от скулптора Григор Агаронян.
Изграден е от бронз и гранит със средства на арменците в България. Върху паметника има подпис на Яворов и е изписано: „Отъ признателнитѣ арменци“.